# Pohřebiště hannoverských panovníků

Znak Hannoverského království

Hannoverské království existovalo v letech 1814 až 1866 (v letech 1814 až 1837 v personální unii s Velkou Británií).
| Jméno                                | Doba života | Místo pohřbení                                             |
| ------------------------------------ | ----------- | ---------------------------------------------------------- |
| král Jiří III.                       | 1738–1820   | Kaple sv. Jiří na zámku Windsor                            |
| Žofie Šarlota Meklenbursko-Střelická | 1744–1818   | Kaple sv. Jiří na zámku Windsor                            |
| král Jiří IV.                        | 1762–1830   | Kaple sv. Jiří na zámku Windsor                            |
| Marie Anne Smythe                    | 1756–1837   | Kostel svatého Jana Křtitele v Brightonu                   |
| Karolina Brunšvická                  | 1768–1821   | Katedrála svatého Blažeje v Brunšviku                      |
| král Vilém IV.                       | 1765–1837   | Kaple sv. Jiří na zámku Windsor                            |
| Adléta Sasko-Meiningenská            | 1792–1849   | Kaple sv. Jiří na zámku Windsor                            |
| král Arnošt August I.                | 1771–1851   | Mausoleum Welfů v Berggartenu v Hannoveru-Herrenhausenu    |
| Frederika Meklenbursko-Střelická     | 1778–1841   | Mausoleum Welfů v Hannoveru-Herrenhausenu                  |
| král Jiří V.                         | 1819–1878   | Kaple sv. Jiří na zámku Windsor                            |
| Marie Sasko-Altenburská              | 1818–1907   | Mauzoleum vedle zámku Cumberland v Gmundenu, Horní Rakousy |